# Selkäsaaret (ö i Finland, Birkaland, Södra Birkaland, lat 61,16, long 24,21)
Selkäsaaret är en ö i Finland. Den ligger i sjön Vanajavesi och i kommunen Valkeakoski i den ekonomiska regionen  Södra Birkaland och landskapet Birkaland, i den södra delen av landet, 120 km norr om huvudstaden Helsingfors. Öns area är 1,8 hektar och dess största längd är 440 meter i öst-västlig riktning.  Notera att namnet antyder att det är fråga om flera öar.